# Tatjana Kotowa
Tatjana Kotowa (ros. Татьяна Владимировна Котова; ur. 11 grudnia 1976 w Kokandzie w Uzbekistanie) – rosyjska skoczkini w dal, trzykrotna olimpijka (2000, 2004, 2008), w tym medalistka olimpijska z 2000 i 2004 roku. Jej rekord życiowy z 2002 wynosi 7,42 m. We wrześniu 2000 miała wypadek samochodowy. Ponadto w tym samym roku wygrała wszystkie zawody Złotej Ligi w skoku w dal. Oprócz tego, trzykrotnie  w karierze kończyła sezon z najlepszym wynikiem na świecie.
W 2013 nałożono na nią karę dwuletniej dyskwalifikacji z powodu stosowania dopingu oraz anulowano wszystkie jej rezultaty osiągnięte od 10 sierpnia 2005 do 9 sierpnia 2007. Zawodniczce odebrano złoto halowych mistrzostw świata w Moskwie (2006) oraz srebro światowego czempionatu w Helsinkach (2005).

## Sukcesy

### Igrzyska Olimpijskie
- Letnie Igrzyska Olimpijskie 2000
  - 6,83 m, skok w dal, brązowy medal
- Letnie Igrzyska Olimpijskie 2004
  - 7,05 m, skok w dal, brązowy medal

### Mistrzostwa Świata
- Mistrzostwa Świata w Lekkoatletyce 2001
  - 7,01 m, skok w dal, srebrny medal
- Mistrzostwa Świata w Lekkoatletyce 2003
  - 6,74 m, skok w dal, srebrny medal
- Mistrzostwa Świata w Lekkoatletyce 2005
  - 6,79 m, skok w dal, srebrny medal
- Mistrzostwa Świata w Lekkoatletyce 2007
  - 6,90 m, skok w dal, brązowy medal